# مواي

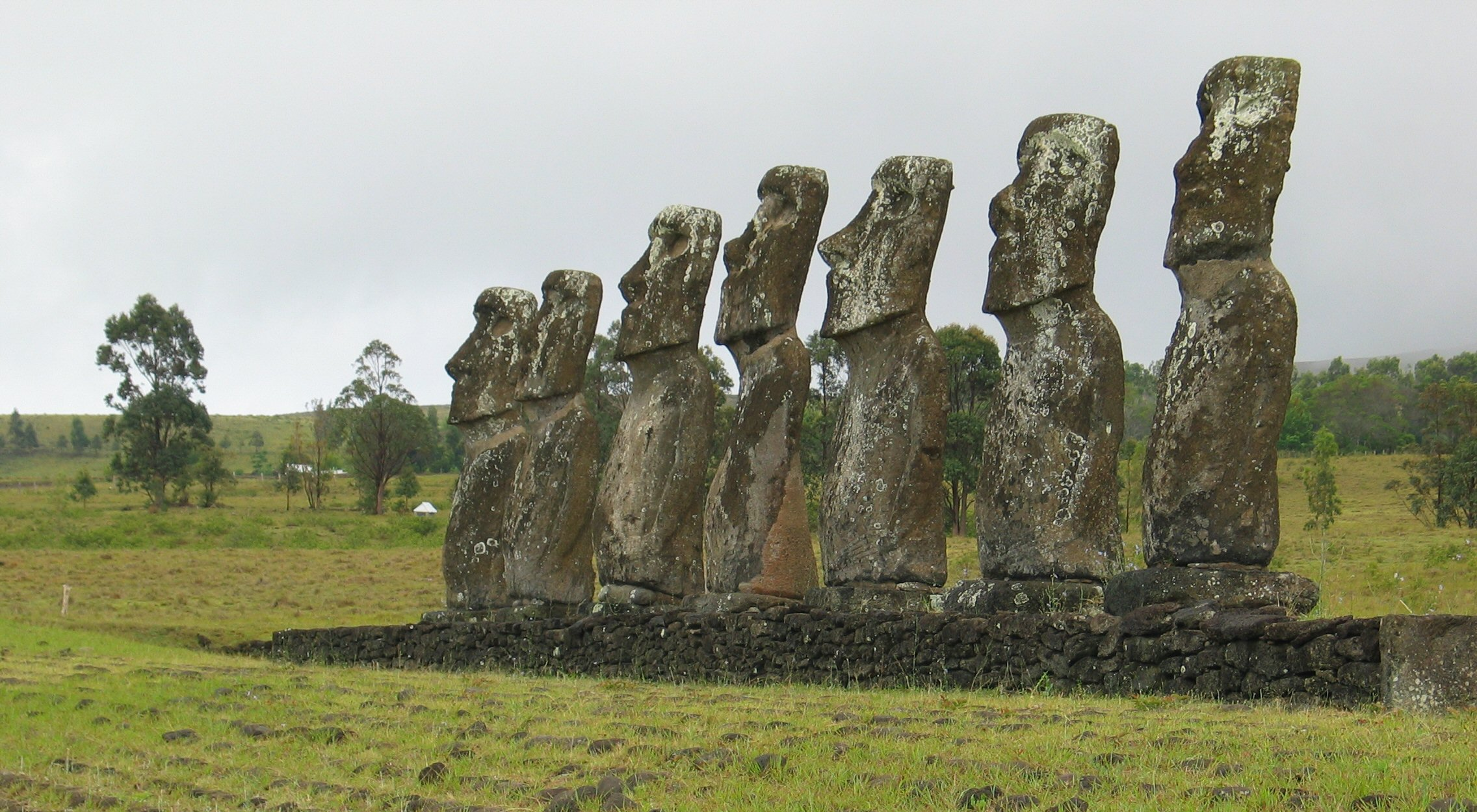
مجموعة تماثيل مواي(صقاق)

مواي هي تسمية محلية لمجموعة من التماثيل الضخمة المصنوعة من حجر البازالت بجزيرة القيامة وهي إحدى جزر بولينيسيا وقد أقيمت بين عامي 1250 و1500. وتتراوح أطوالها بين 2 م و 9م و معدّل وزنها 14 طن وقد يصل بعضها إلى 80 طن. ومن الملفت للنظر أن هذه التماثيل تتجه في غالبها إلى داخل الجزيرة.
لا يظهر من تماثيل المواي سوى الرّأس والرّقبة أحيانا لكن تمّ التّفطّن لأنّ لكلّ تمثال تقريبا يدان وجذع. و تحتوي ظهورها على نقوش يُعتقد أنّها ترمز إلى لغة قديمة.
يشير العديد من علماء الآثار إلى أن التماثيل كانت رموز للسلطة والقوة الدينية والسياسية. لكنها لم تكن مجرد رموز. بالنسبة للسكان الذين نصبوها واستخدموها، هي مستودعات للروح المقدسة. كان هناك اعتقاد بأن صناعتها بشكل صحيح عقائدياً بالحجر المنحوت والأدوات الخشبية في الأديان البولينيزية القديمة سيؤدي إلى شحنها بواسطة جوهر روحي سحري يسمى بـ (مـانـا). ويعتقد علماء الآثار أن التماثيل كانت تمثيلاً لأجداد البولينيزيين القدماء. سبب استقبال تماثيل مواي نحو القرى وعكس المحيط هو السهر على الناس وحراستهم، لكن الاستثناء هو السبع تماثيل (آكو آكيفي) التي تواجه المحيط وذلك لمساعدة المسافرين على العثور على الجزيرة. وهناك أسطورة تقول بأن هناك سبعة رجال انتظروا وصول ملكهم.
تم إزالة أحد عشر أو أكثر من تماثيل مواي من الجزيرة ونقلها إلى مواقع في جميع أنحاء العالم، بما في ذلك ستة من أصل ثلاثة عشر تمثال منحوت من البازلت.
|  |  |  |

## معرض صور

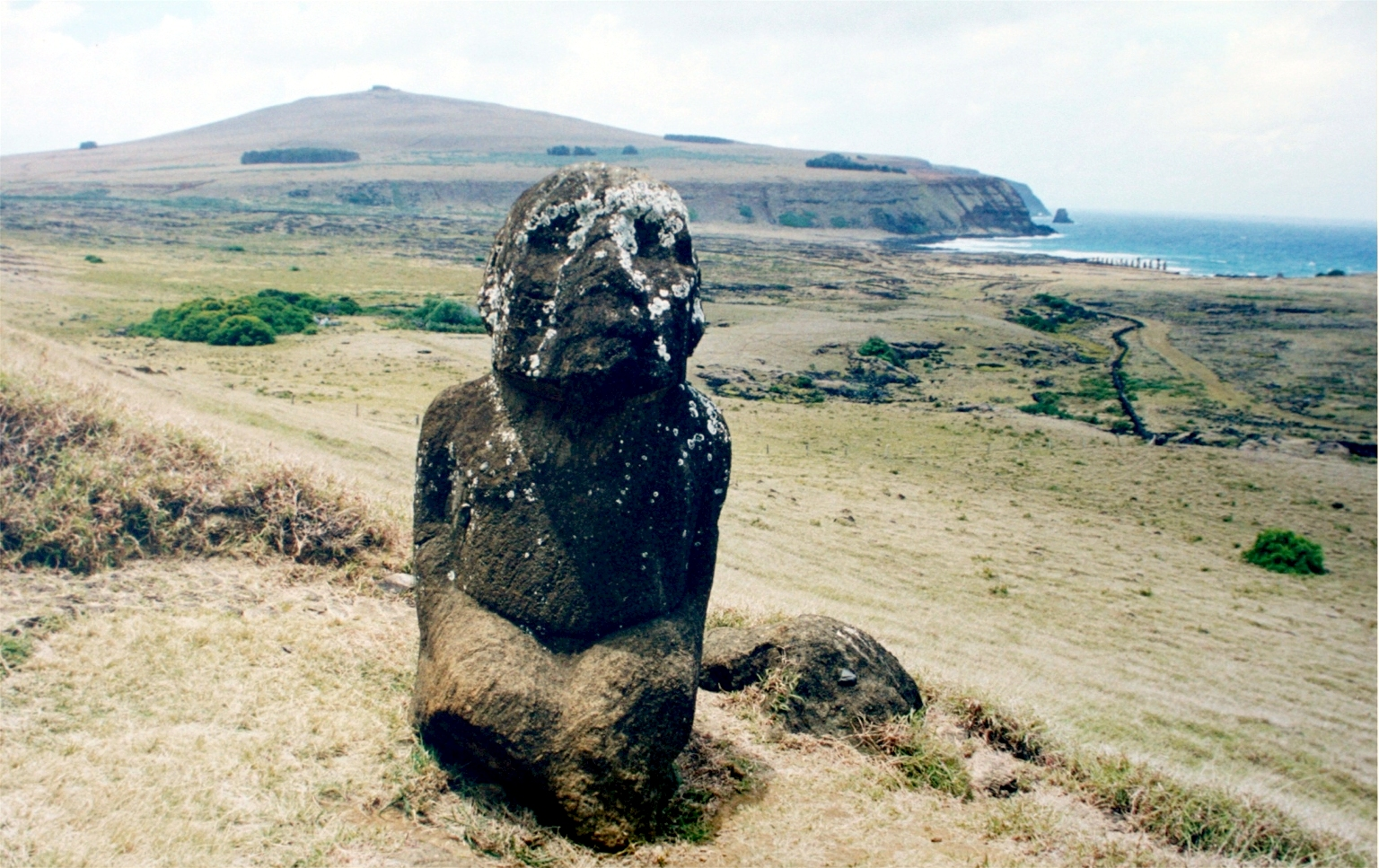
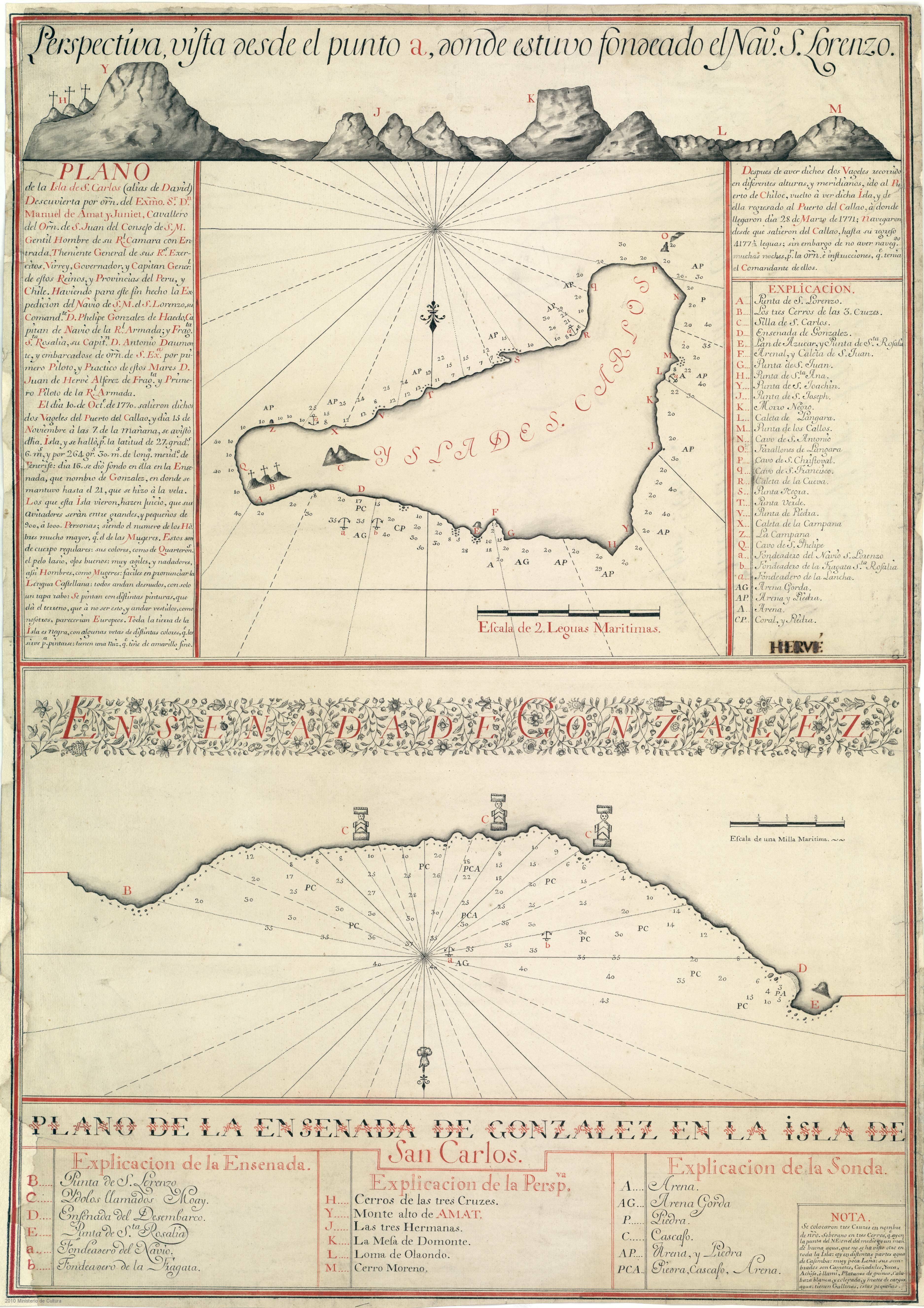
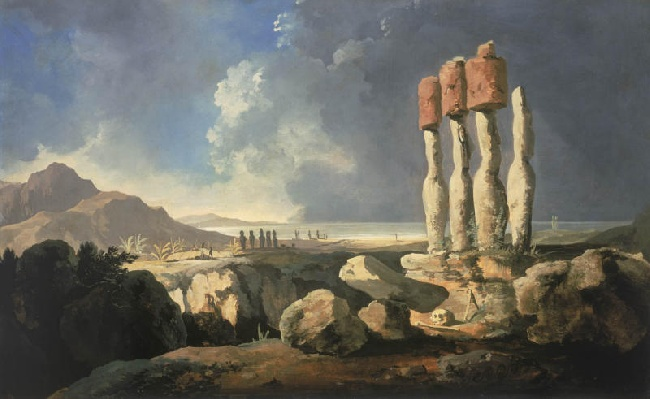